# حاسبات هارفرد

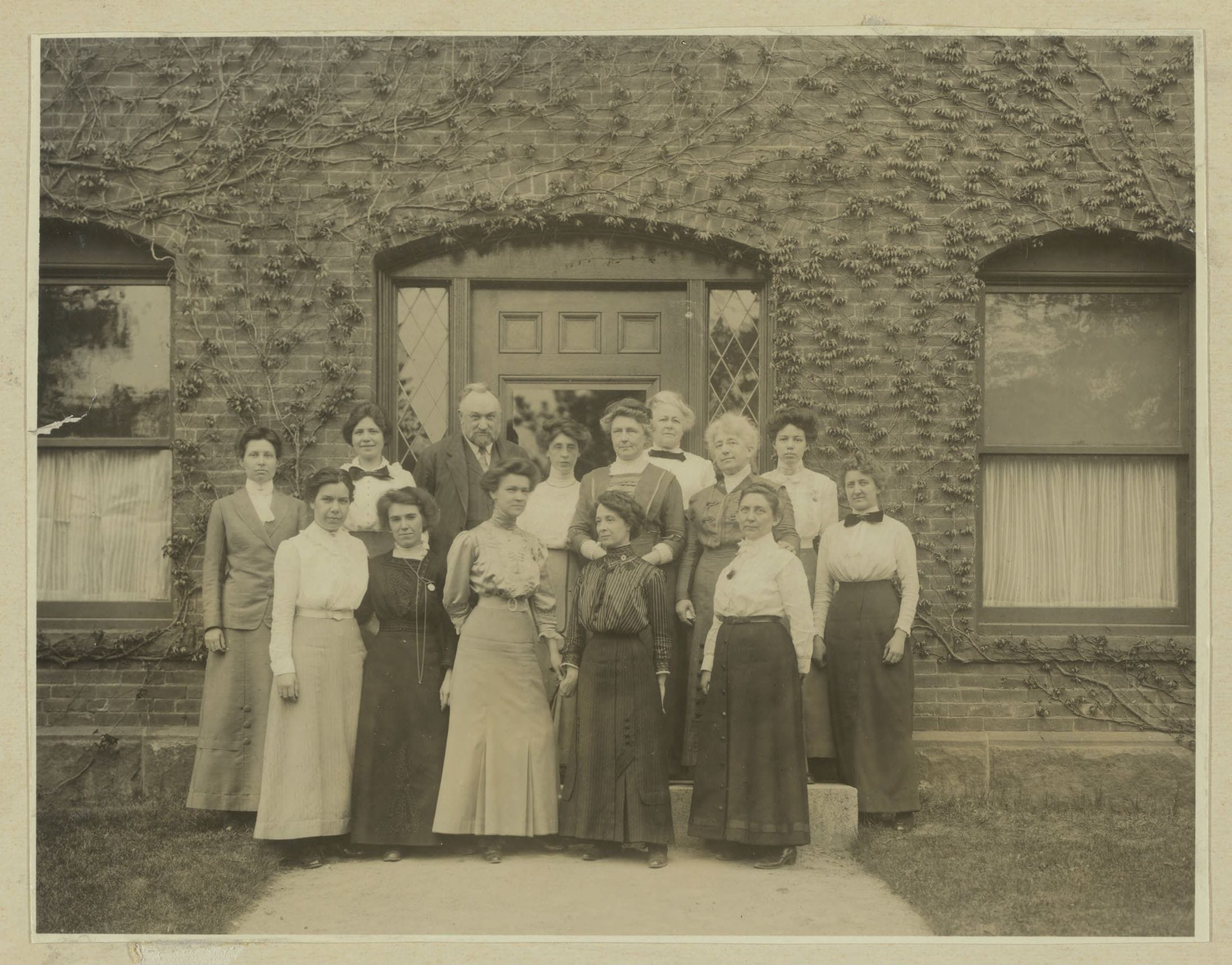
هنا يقف السيد بيكرينج وأجهزة الكمبيوتر الخاصة به أمام المبنى س في مرصد كلية هارفارد ،13 مايو 1913م

بعد وفاة إدوارد تشارلز بيكرنج عام 1919، والذي كان يدير مرصد هارفرد في الفترة مابين (1877 إلى 1919)، جمعت آني جمب كانون عددًا من النساء اللاتي يعملن كعاملات ماهرات لمعالجة البيانات الفلكية. ولقد واجهت هؤلاء النسوة تحديًا في تفسير هذه الأنماط بوضع مخطط لتصنيف النجوم إلى فئات، وبعد النجاح الذي حققته آني جمب كانون في هذا المجال اشتهرت عند جيلها، وأنتجت نظام تصنيف نجمي لايزال يستخدم حتى يومنا هذا. اكتشفت أنطونيا موري في الأطياف طريقة لتقدير الأحجام النسبية للنجوم، وأظهرت هنريتا ليفيت كيف يمكن للمتغيرات الدورية لبعض النجوم المتغيرة أن تكون بمثابة علامات مسافية في الفضاء. وكانت من بين هؤلاء النساء ويليامينا فليمنج، وآني جمب كانون، وهنريتا سوان ليفيت، وفلورنسا كوشمان، وأنطونيا موري، على الرغم من أن هؤلاء النسوة اُعتبرن كآلات حاسبة إلا أنهن قدمن مساهمات كبيرة في علم الفلك، والتي نشرن الكثير منها في مقالات بحثية. هذا الطاقم أصبح معروفاً باسم مُحَوسِبات هارفرد.

## التاريخ
على الرغم من اعتقاد السيد بيكرينج أن جمع البيانات في المراصد الفلكية لم يكن العمل الأنسب، يبدو أن هناك عدة عوامل ساهمت في قراره بتوظيف النساء بدلاً من الرجال، من بينها أن الرجال يتقاضون أجوراً أكثر بكثير من النساء وهذا يعني أنه سيتمكن من توظيف المزيد من الموظفين بنفس الميزانية. كان هذا مهماً في وقت كانت فيه كمية البيانات الفلكية تتجاوز قدرة المراصد على معالجتها، وعلى الرغم من أن بعض موظفات السيد بيكرنج خريجات علم الفلك، إلا أن أجورهن كانت مماثلة لأجور العاملين غير المهرة، عادة مايكسبن مابين 25 و 50 سنتًا في الساعة، أي أكثر من عامل المصنع ولكن أقل من موظف مكتب.
في وصف التفاني في العمل والكفاءة وما قامت بها حاسبات هارفرد - منهم فلورنسا - قال إدوارد بيكرنج: «إن خسارة دقيقة واحدة في الحد من كل تقدير من شأنه أن يؤخر نشر العمل بأكمله بما يعادل وقت مساعد واحد لمدة عامين». وغالبًا ماكانت تعطى النساء مهمات قياس سطوع النجوم وموضعها ولونها، ومن المهام التي اشتمل عليها العمل: تصنيف النجوم من خلال مقارنة الصور بالكتالوجات المعروفة والتقليل من الصور مع الأخذ بالاعتبار أشياء مثل الانكسار الجوي لتقديم أوضح صورة ممكنة. ووصفت فليمنج هذا الإنجاز «بأنه متشابه إلى حد كبير لدرجة أنه سيكون هناك القليل مما يتطلب وصفه خارج أعمال القياس الروتينية العادية للقياس، وفحص الصور والعمل المتضمن في الحد من هذه الملاحظات»، وعرض أحيانا على النساء العمل في المرصد مجانًا من أجل اكتساب خبرة في مجال يصعب الوصول إليه.

## أعضاء بارزون

### ماري آنا بالمر درابر
السيدة درابر هي أرملة الدكتور هنري دريبر -عالم الفلك الذي توفي قبل الانتهاء من مشروعه الذي كان عن التركيب الكيميائي للنجوم، وكان لها دور كبير في تطوير مشروع زوجها حيث أرادت الانتهاء من التصنيف الذي وضعه للنجوم بعد وفاته، وسرعان ما أدركت السيدة درابر أن المهمة التي تواجهها لا يتحمل مسؤوليتها شخص واحد فقط، حينها كانت قد تلقت مراسلات من السيد بيكرينج، صديق مقرب لها ولزوجها، فقد عرض السيد بيكرينج المساعدة في إنهاء العمل الذي بدؤه زوجها، وشجعها على نشر نتائج بحثه التي أجراها إلى حين وقت وفاته. بعد دراسة الأمر وتدقيق النظر، قررت السيدة درابر في عام 1886م التبرع بالمال وتلسكوب زوجها إلى مرصد هارفارد بغية الاستفادة منه في تصوير أطياف النجوم. وأوضحت أن هذه ستكون أفضل طريقة لئلا ينقطع عمل زوجها ولكي يورث ما خلفه من أعمال في علم الفلك. تميزت ماري بأنها كانت شديدة الإصرار على تمويل المشروع التذكاري من ميراثها الخاص، لأنه سيواصل إرث زوجها. كانت تابعةً مخلصة للمرصد وصديقة وفية لبيكرينج. ففي عام 1900م، قامت درابر بتمويل رحلة استكشافية لرؤية الكسوف الكلي للشمس الذي حدث في تلك السنة.[4]

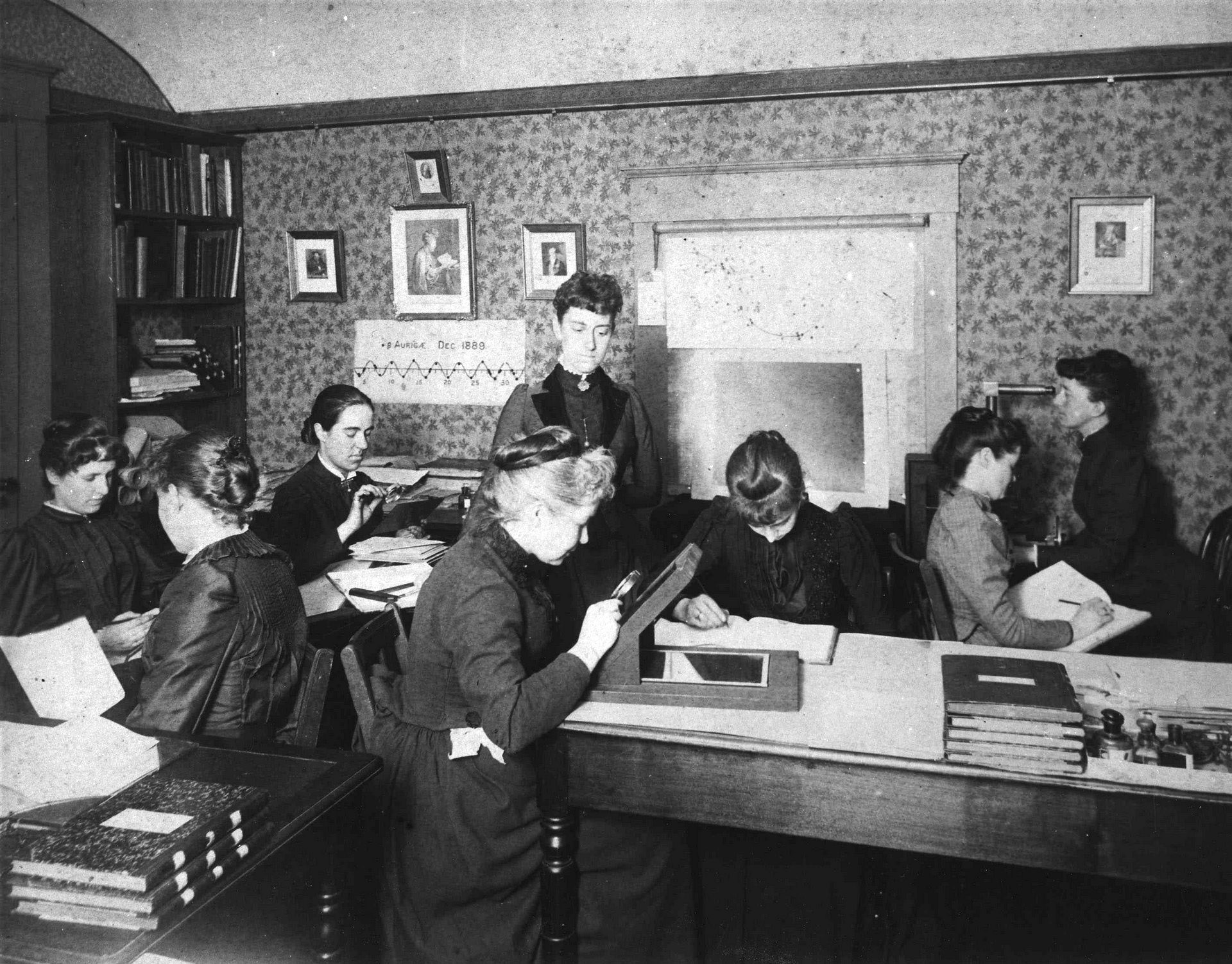
ظهر في الصورة حاسبات هارفرد أثناء العمل، حوالي عام 1890م، إذ تظهر هنرييتا سوان ليفيت وهي جالسةً -الثالثة من اليسار- مرتديةً عدسة مكبرة (1868-1921م)، وآني جمب كانون (1863-1941م)، وويليامينا فليمنج واقفة في المنتصف (1857م-1911م)، وأنتونيا موري (1866م-1952م).

### ويليامينا فليمنج
لم تكن لويليمينا فليمنج علاقة سابقة بهارفارد، فقد كانت مهاجرة اسكتلندية تعمل كخادمة في منزل السيد بيكرينج، وكانت مهمتها الأولى هي تحسين الكتالوج الحالي للأطياف النجوم. واصلت السيدة  فليمنج عملها وساعدت في تطوير تصنيف للنجوم مبني على المحتوى الهيدروجيني، وكما أنها لعبت دورًا رئيسيًا في اكتشاف طبيعة النجوم الأقزام البيضاء الغريبة. وواصلت ويليامينا مسيرتها المهنية في علم الفلك حين تم تعيينها كأمينة الصور الفلكية بجامعة هارفارد في عام 1899م، وتعرف أيضًا باسم أمينة لوحات الصور الفوتوغرافية. ظلت ويليمينا المرأة الوحيدة التي شغلت منصب أمينة حتى تغير ذلك في الخمسينات. أدى بها عملها أيضًا بأن تصبح أول مواطنة أمريكية تُنتخب في الجمعية الفلكية الملكية في عام 1907م.

### أنتونيا موري
أنتونيا موري هي ابنة هنري درابر، وتم توظيفها كجهاز حاسب بشري لتكون أحد «حواسيب هارفرد» إثر توصية من السيدة درابر. تخرجت أنتونيا من كلية فاسار وكُلفت بإعادة تصنيف بعض النجوم بعد أن نُشر كتالوج هنري درابر. قررت موري أن تتوسع في مجال عملها حيث قامت بتحسين نظام التصنيف وإعادة تصميمه، لكن هذا تعارض مع التزامات أخرى فتركت المرصد في عام 1892 ثم مرة أخرى في عام 1894. أنهت ماري عملها بمساعدة بيكرنج وموظفات الحوسبة والذي نُشر في عام 1897، عادت مرة أخرى إلى المرصد في عام 1908 كباحث مشارك.

### آنا وينلوك
إن بعض النساء الأوائل اللاتي تم توظيفهن للعمل كحواسيب بشرية لديهن علاقات أسرية سابقة مع الموظفين الذكور في مرصد هارفارد، على سبيل المثال كانت آنا وينلوك واحدة من أوائل الحواسيب بجامعة هارفارد، وهي ابنة جوزيف وينلوك المدير الثالث للمرصد وسلف بيكرنج المباشر. التحقت آنا وينلوك بالمرصد في عام 1875 للمساعدة في إعالة أسرتها بعد وفاة والدها المفاجئة.

### آنيجامبكانون
وظف السيد بيكرينج آني جامب كانون - خريجة كلية ويلسلي - لتصنيف النجوم الجنوبية. أثناء دراستها في ويلسلي حضرت صفوفاً في علم الفلك حيث تلمذت على يد سارة فرانسيس وايتنج التي كانت إحدى طلاب السيد بيكرينج اللامعين. أصبحت آني أول مساعدة أنثى تدرس النجوم المتغيرة ليلًا، وكما أنها درست منحنى الضوء للنجوم المتغيرة والذي من شأنه أن يساعد في الاستدلال على نوع وسبب التباين، ونظرت السيدة كانون في دمج أنظمة التصنيف التي طورها فليمينج وموري بدلاً من ابتكار نظام جديد تمامًا. كما أنها طورت نظام تصنيف هارفرد، وهو أساس نظام O-B-A-F-G-K-M المألوف اليوم، وقامت أيضًا بتصنيف النجوم المتغيرة في جداول بحيث يمكن التعرف عليها ومقارنتها بسهولة أكثر، بحيث تربط هذه الأنظمة لون النجوم بدرجة حرارتها.
كانت آني كانون واحدة من النساء الأكثر شهرة في المجموعة، وكانت أول عالمة تحصل على العديد من الجوائز والألقاب في مجال دراستها، وكانت أول امرأة تحصل على الدكتوراه الفخرية من جامعة أكسفورد وميدالية هنري درابر من الأكاديمية الوطنية للعلوم، وأول موظفة في الجمعية الفلكية الأمريكية. وقد أنشأت آني كانون جائزة آني جمب كانون الخاصة بها للنساء لإنجازات مابعد الدكتوراه.

### هنريتا ليفيت
وصلت هنريتا سوان ليفيت بالعمل في المرصد في عام 1893 كانت لديها خبرة في هذا المجال من خلال دراستها الجامعية والسفر إلى الخارج والتدريس. وتفوقت ليفيت في المناهج العلمية كالرياضيات في الأوساط الأكاديمية في كامبريدج، وعندما بدأت هنريتا العمل في المرصد تم تكليفها بقياس سطوع النجوم من خلال القياس الضوئي. اكتشفت المئات من النجوم المتغيرة الجديدة بعد أن بدأت في تحليل السديم العظيم في أوريون وتم توسيع عملها لدراسة متغيرات السماء بأكملها مع آني كانون وإيفلين ليلاند.
قارنت ليفيت النجوم في التعرضات المختلفة بمساعدة المهارات التي اكتسبتها من القياس الضوئي، واكتشفت هنريتا عند دراسة متغيرات سيفايد في سحابة ماجلان الصغيرة أن سطوعها الظاهر يعتمد على دورتها. أدى هذا الاكتشاف إلى استخدام متغيرات سيفايد كقنديل معياري لتحديد المسافات الكونية، والذي بدوره أدى مباشرة إلى الفهم الحديث للحجم الحقيقي للكون، ومازالت متغيرات سيفايد عتبة أساسية في سلم المسافة الكونية.[بحاجة لمصدر]
للأسف لم تتلقى ليفيت الكثير من التقدير الذي تستحقه حيث نشر بيكرينج عملها باسمه كمؤلف مشارك، وسمح الإرث الذي تركته لعلماء المستقبل بإجراء المزيد من الاكتشافات في الفضاء، واستخدم الفلكي إدوين هابل طريقة ليفيت لحساب مسافة أقرب مجرة إلى الأرض وهي مجرة أندروميدا، وقد أدى ذلك إلى إدراك حقيقة وجود مجرات أكثر مما كان يُعتقد سابقًا.

### فلورنس كوشمان
ولدت فلورنس في بوسطن في ولاية ماساتشوستس عام 1860 وتلقت تعليمها في مدرسة تشارلزتاون الثانوية حيث تخرجت في عام 1877، وفي عام 1888 بدأت العمل في مرصد كلية هارفارد كموظفة لدى إدوارد بيكرنج. ساهمت بتصنيفاتها لأطياف النجوم في كتالوج هنري درابر بين عامي 1918 و 1934، ظلت تعمل كعالمة فلك في المرصد حتى عام 1937، وتوفيت في عام 1940 عن عمر يناهز الثمانين عامًا.
عملت فلورنس كوشمان في مرصد كلية هارفارد من عام 1918 إلى عام 1937، واستخدمت على مدار حياتها المهنية التي استمرت قرابة خمسين عامًا أسلوب المنشور المجرد لتحليل وتصنيف وفهرسة الأطياف البصرية لمئات الآلاف من النجوم. أتاحت ثورة التصوير الفوتوغرافي «في القرن التاسع عشر» تحليلًا أكثر تفصيلًا لسماء الليل أكثر مما كان ممكنًا من خلال عمليات الرصد القائمة على العين فقط. حيث يقوم علماء الفلك الذكور في مرصد كلية هارفارد بالكشف عن اللوحات الزجاجية التي تم التقاط الصور الفلكية عليها في الليل من أجل الحصول على أطياف بصرية للقياس، وخلال النهار تقوم المساعدات مثل فلورنس بتحليل الأطياف الناتجة عن طريق الحد من القيم وحساب الحجم وفهرسة النتائج التي توصلوا إليها، ويعود الفضل لفلورانس في تحديد مواقع وأحجام النجوم المدرجة في طبعة عام 1918 من كتالوج هنري دريبر والتي تضمنت أطياف حوالي 222000 نجمة.